# Contwig
Contwig település Németországban, Rajna-vidék-Pfalz tartományban. Lakosainak száma 5051 fő (2023. december 31.).

## Népesség
A település népességének változása:
| Lakosok száma | 5076 | 4880 | 4899 | 5007 | 5071 | 5051 |
|               | 1975 | 2017 | 2019 | 2021 | 2022 | 2023 |